# Буркальский хребет
Бурка́льский хребе́т — горный хребет в Забайкальском крае России, расположенный между долинами рек Буркал и Большая. Тянется в субширотном и юго-восточном направлении от устья реки Буркал до её истоков.
Общая протяжённость хребта составляет 50 км, средняя ширина — 10—15 км. Преобладающие высоты достигают 1400—1600 м, высшая точка — гора Зырянка (1869 м). Хребет сложен породами преимущественно палеозойского возраста. В рельефе преобладают средневысотные горы с врезанными в них долинами рек; распространены курумы, гольцовые террасы, скальные выступы, местами встречаются древнеледниковые формы. Основные типы ландшафта: горная (лиственничная) тайга и предгольцовые редколесья.